# Kerkhof van Wulveringem
Het Kerkhof van Wulveringem is een gemeentelijke begraafplaats in het Belgische dorp Wulveringem, een deelgemeente van Veurne. Het kerkhof ligt in het dorpscentrum rond de Onze-Lieve-Vrouwekerk.

## Britse oorlogsgraven
Op het kerkhof liggen 15 Britse gesneuvelden (waaronder 3 niet geïdentificeerde) uit de Tweede Wereldoorlog. Zij waren leden van het Britse Expeditiekorps die strijd leverden tegen de oprukkende Duitse troepen. Zij kwamen om tussen 30 mei en 1 juni 1940. Hun graven worden onderhouden door de Commonwealth War Graves Commission en zijn daar geregistreerd als Wulveringem Churchyard.